# Josef Fischnaller (Fotograf)
Josef Fischnaller (* 1964 in Grieskirchen) ist ein Bildender Künstler aus Österreich, der in Berlin lebt und arbeitet.

## Leben und Werk
Josef Fischnaller ist in Österreich aufgewachsen. Sein Vater war der bekannte Linzer Maler und Bildhauer Josef Fischnaller, durch den er erste künstlerische Impulse erhielt. Von Kindesbeinen an mit Kunst aufgewachsen, äußerte er schon früh schon den Wunsch Maler zu werden. Mit elf Jahren orientierte Fischnaller sich neu und entdeckte seine Liebe zur Fotografie, die ihm zeitlebens blieb.
Er zog nach Wien und absolvierte von 1982 bis 1986 eine Ausbildung zum Fotografen. 1987 gründete er sein erstes Atelier in der Wiener Neustiftgasse. Erste Ausstellung 1988 bei Steins in Wien. Im Jahr 2000 Umzug nach Berlin. Es folgen Ausstellungen in Berlin, München, New York und Miami. 2007 gründet er ein Fotoatelier in Berlin. Im gleichen Jahr erfolgt die erste Einzelausstellung in der Galerie Friedmann-Hahn mit dem Titel „Adam & Eve“.
Josef Fischnaller spezialisierte sich zuerst auf Modefotografie sowie Darstellungen von Bühnenbildern und Opernaufführungen. Vor allem die Auseinandersetzung mit Licht und opulent-verfremdeten Inszenierungen zieht sich leitmotivisch durch sein Œuvre. Auf der einen Seite stehen die sorgsam inszenierten Porträtdarstellungen prominenten Bühnenpersonals, wie des Flötisten Emmanuel Pahud oder der Mezzosopranistin Joyce DiDonato. Von letzterer diente Fischnallers Aufnahme als offizielles Foto bei dem Dresdner SemperOpernball und den Berliner Philharmoniker. Gleichwertig neben den primär abbildenden Fotografien, entwickelte Josef Fischnaller ein künstlerisches Werk: Angelehnt an den Gemälden Alter Meister der italienischen Renaissance und des Barock, setzt er bekannte Gesichter kostümiert in Szene. So wird aus Andrea Sawatzki Hans Holbeins Bildnis der Queen Elizabeth, der Oscarpreisträger Stefan Ruzowitzky zu Hans Holbeins Portrait Henry VIII, der Leichtathlet Frederik Thomsen verwandelte sich in Francois Clouets Charles IX, der Regisseur Oliver Hirschbiegel findet im Porträt von Hans Holbein dem Jüngeren der Queen Jane Seymour sein neues Antlitz, das Model Natascha Haack schlüpft in die Rolle der Lucretia, ursprünglich gemalt von Lucas Cranach dem Jüngeren, Hannelore Elsner verwandelt sich in Maria de Medici und das Model Till Birgkit ahmte Caravaggios Narziss nach. Als weitere Vorlagen dienten Gemälde von Marie-Guillemine Benoist, das Portrait d'une négresse, Leonardo da Vincis Mona Lisa oder Piero di Cosimos Simonetta Vespucci. Caravaggio bleibt hierbei sein größtes Vorbild und so fotografiert Josef Fischnaller mit Licht, wie Caravaggio einst damit malte. Fischnaller bedient sich der kunsthistorischen Zitate keineswegs um nur Nachzuahmen oder mit den Techniken der Fotografie das abbilden was die Malerei vor ihm abgebildet hat. Er entwickelt eine eigene Ikonographie: So wird aus dem ehemaligen Hintergrund der Mona Lisa, einer Ideallandschaft, der Teufelsberg, West-Berlins berühmtester Trümmerhaufen mit der legendären, leerstehenden Abhöranlage der US-amerikanischen Armee. Statt des kostbaren Brokats, wie ihn uns vormals Holbein präsentierte, gingen Ferrero Rochers oder Schachfiguren zur Hand. Diese dadaistische Umwertung hat Prinzip: Sie möchte mit tradierten Sehgewohnheiten brechen, ohne ästhetische Ideale umzuwerfen. Gleichzeitig ist es auch eine humanistische Ermahnung an den Betrachter sich nicht auf den flüchtigen, irrigen Blick zu verlassen, sondern genau hinzuschauen, um das zu erkennen was wahr ist. Der ermahnende Moment wird anschließend mit Witz und Pointe aufgelöst.

## Ausstellungen (Auswahl)

### Einzelausstellungen
- 2016: "Josef Fischnaller", Kunstkreis Hameln, Hameln
- 2015: "Past Present, Pas Present", Stux Gallery, New York
- 2013: "Kings, Queens and other Friends", Galerie Friedmann-Hahn, Berlin
- 2011: "Dudes, Hustlers & Other Weirdos", Galerie Hilger, Wien
- 2010: "Zeit Gewinn", Galerie Friedmann-Hahn, Berlin
- 2007: "Adam & Eve", Galerie Friedmann-Hahn, Berlin
- 2004: "Portraits", Café Moskau, Berlin

### Gruppenausstellungen
- 2016: "Contemporary Artists vs. The Masters: Homage, Battle, Reclamation" Brattleboro Museum and Art Center, Brattleboro, Vermont
- 2015: "Summer Review", Stux Gallery, New York
- 2015: "Group exhibition", Museum of Photography San Diego, San Diego
- 2014: "if Winter comes, can Spring be far behind?", Stux Gallery, New York

## Rezeption
„Manchmal ist es ein Augenzwinkern, manchmal geradezu Spaß an der Ironie, die Josef Fischnaller dazu bringt, seinen Bildern einen gegenwärtigen Touch zu geben.“

„Josef Fischnaller verehrt die Gemälde alter Meister wie Caravaggio, Rubens, Rembrandt In seinen Fotos zitiert und ironisiert er sie.“

„Eine punktgenaue Landung auf einem unbesetzen (sic!) Feld der Fotografie.“

## Monografische Veröffentlichungen (Auswahl)

### Kataloge
- Klimek, Manfred/Uslar, Moritz von: Josef Fischnaller. Prächtig. Berlin: Distanz Verlag, 2017
- Ankowitsch, Christian: Josef Fischnaller. Prächtig. Dudes, hustlers and other weirdos. Berlin: Verlag Galerie Friedmann-Hahn / Wien: Verlag Galerie Ernst Hilger, 2016

### Presse
- John, Camilla: Fotokünstler besetzt alte Meisterwerke mit Promis Erschienen am 3. Februar 2016 in Hamburger Abendblatt Artikel online
- Anonymer Autor: Alte Meister neu in Szene gesetzt. Erschienen am 5. Februar 2016 in Die Welt Artikel online
- Bauer, Sebastian: Fotokunst-Ausstellung. Hier werden Berliner Promis zu barocken Kunstwerken. Erschienen am 24. Juli 2015 in B.Z. Artikel online
- Schneeberger, Ruth: Fotografie von Josef Fischnaller. Witz und Wahn. Erschienen am 22. Juni 2015 in Süddeutsche Artikel online
- Schwilden, Frédéric: Alte Meister, bekannte Gesichter Erschienen am 9. März 2013 in Berliner Morgenpost Artikel online
- Leheis, Veronique: Fotograf Fischnaller hat berühmte Gemälde neu inszeniert. Alte Meister, neue Gesichter. Erschienen am 21. Februar 2013 in Berliner Kurier Artikel online
- Anonymer Autor: Zarte Muse, herber Humor. Erschienen am 8. Februar 2013 in Der Spiegel Artikel online
- Muscionico, Daniele: Lisa lächelt leicht Erschienen in der 11. Ausgabe im Jahr 2013 in Die Weltwoche Artikel online
- Bartels, Gundula: Der Papst, der pafft. Erschienen am 9. März 2010 in Der Tagesspiegel Artikel online

### Film und Fernsehen
- Der Fotokünstler Josef Fischnaller. Ganz im Stil der Alten Meister – gemalt mit der Kamera!. Regie: Michael O. Rüdiger. Erschienen am 2. Februar 2016 im Magazin Metropolis auf Arte Video online
- Der Fotograf Josef Fischnaller inszeniert Gemälde Alter Meister neu. Regie: DW-TV. Erschienen am 2. Februar 2016 im Euromaxx – Leben und Kultur in Europa auf Deutsche Welle Video online